# Satureja
Satureja L., 1753 (santoreggia) è un genere di piante spermatofite dicotiledoni della famiglia delle Lamiaceae.

## Etimologia
L'etimologia del nome del genere (Satureja) è incerta. Linneo ricavò il nome da un'antica parola romana la cui radice latina "satura" significa "sazio" in riferimento alle supposte proprietà digestive dei succhi delle piante di questo genere. Un'altra etimologia farebbe derivare il nome da "salsa", "intingolo" per indicare le proprietà aromatizzanti di questa pianta in cucina. Altri fanno riferimento ad un nome latino per il "salato delle erbe", noto agli antichi e raccomandato da Virgilio come un albero eccellente da piantare vicino agli alveari. Altri ancora fanno derivare da "satureia, satureiorumin", parola usata da Plinio (Como, 23 – Stabiae, 25 agosto 79]), scrittore, ammiraglio e naturalista romano, per un'erba culinare.
Il nome scientifico del genere è stato definito da Linneo (1707 – 1778), nome col quale è conosciuto Carl von Linné, biologo e scrittore svedese considerato il padre della moderna classificazione scientifica degli organismi viventi, nella pubblicazione "Species Plantarum - 2: 567. 1753" del 1753.

## Descrizione

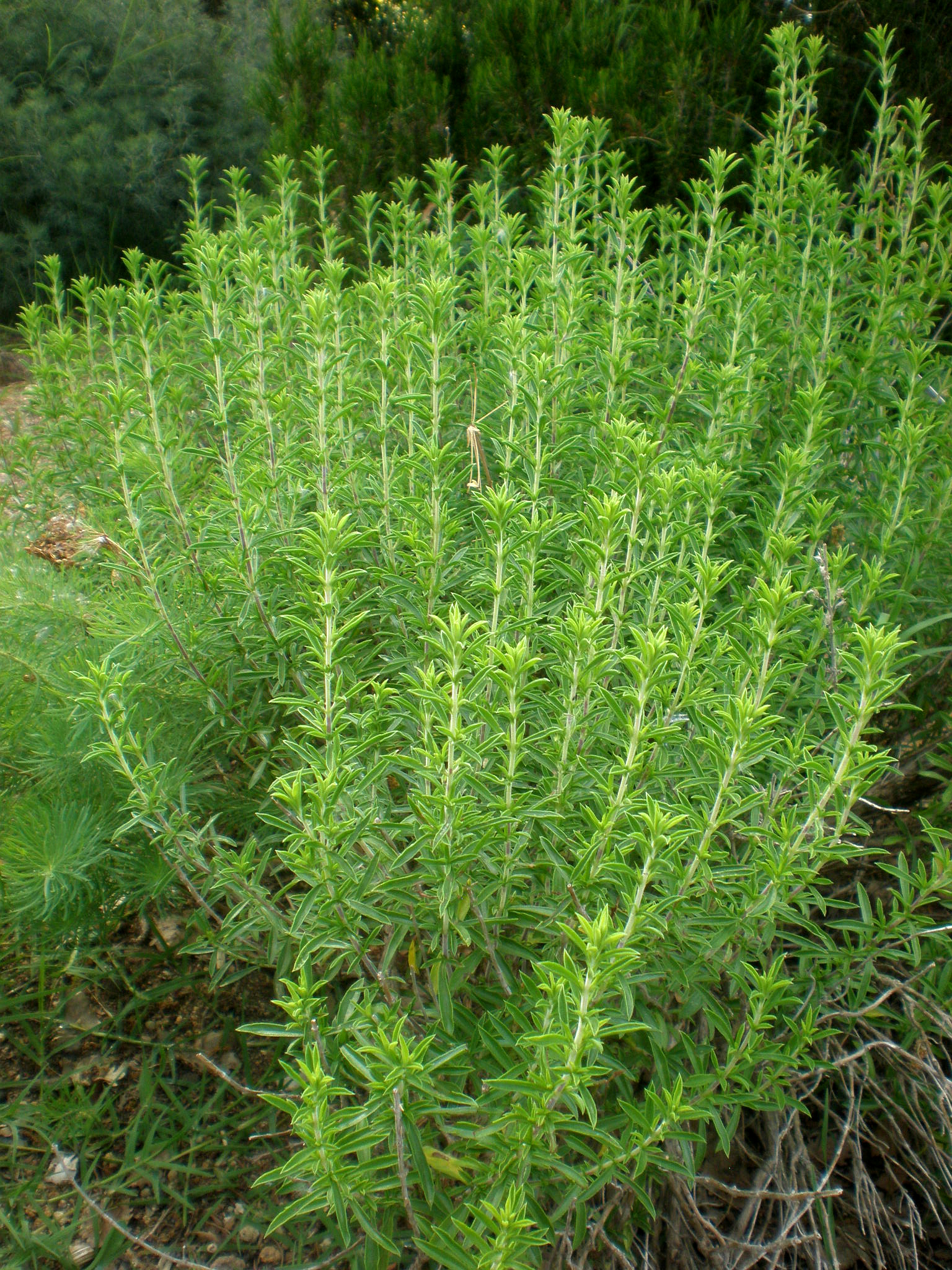
Il portamento
Satureja montana

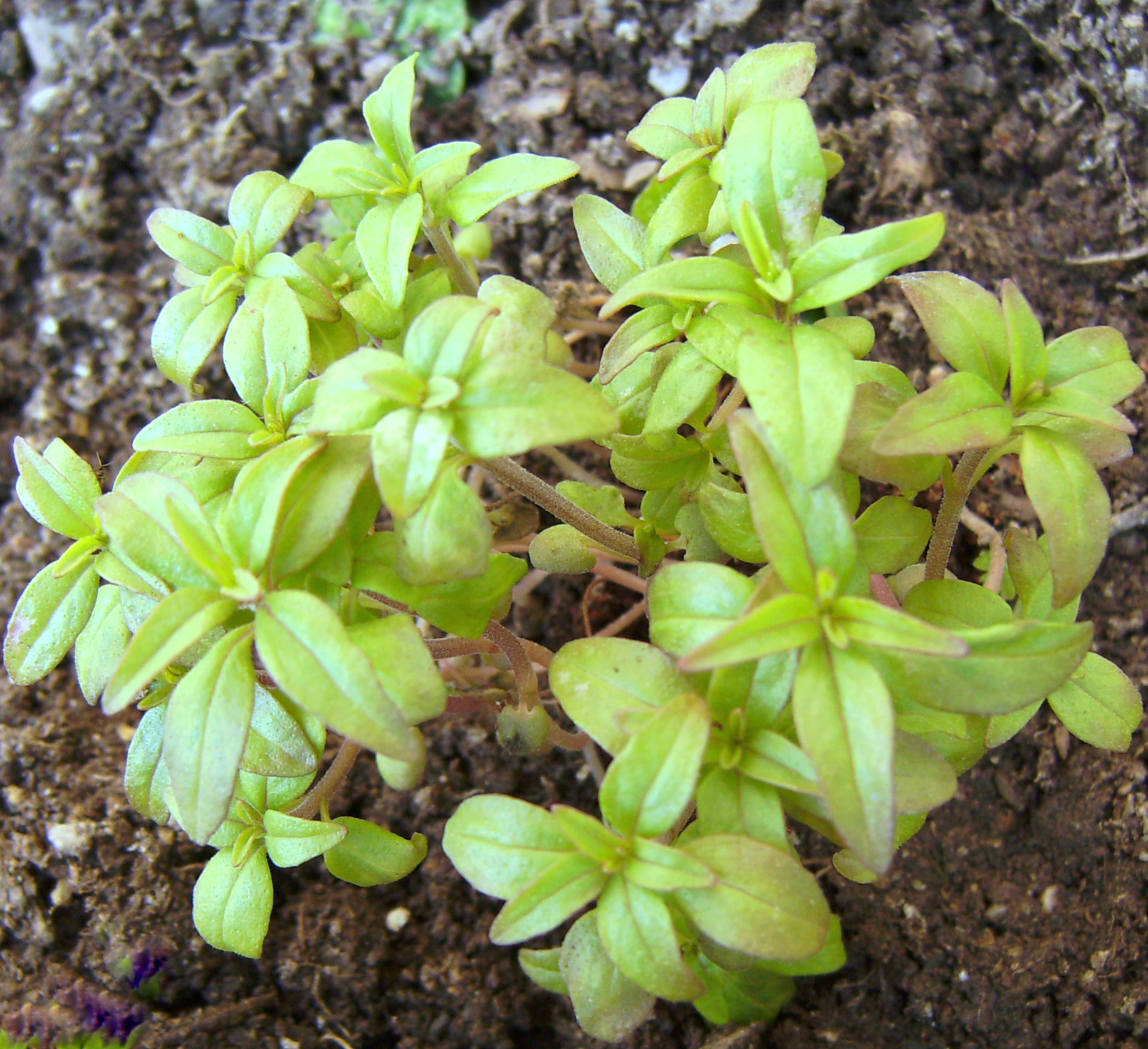
Le foglie
Satureja hortensis

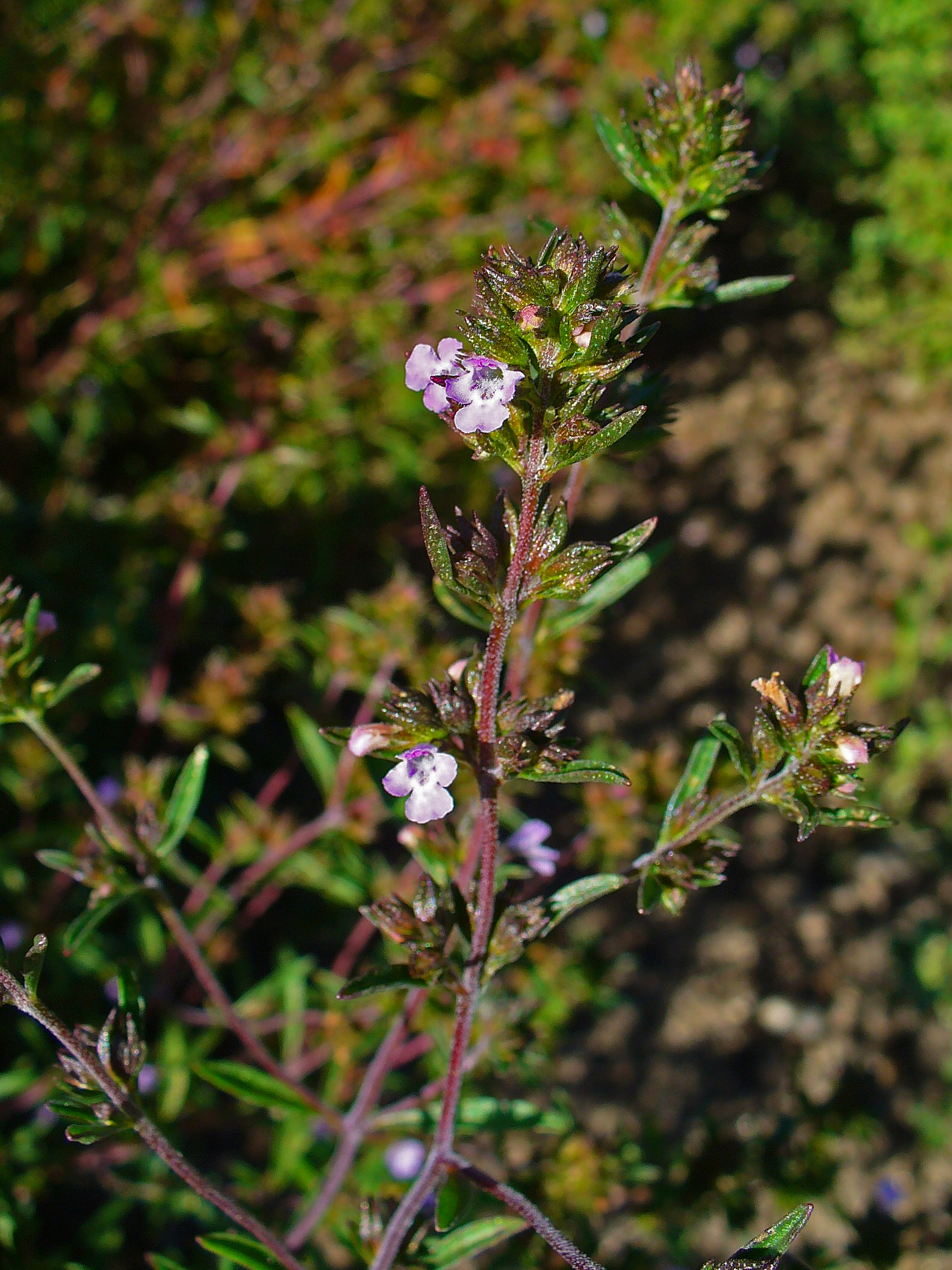
Infiorescenza
Satureja hortensis

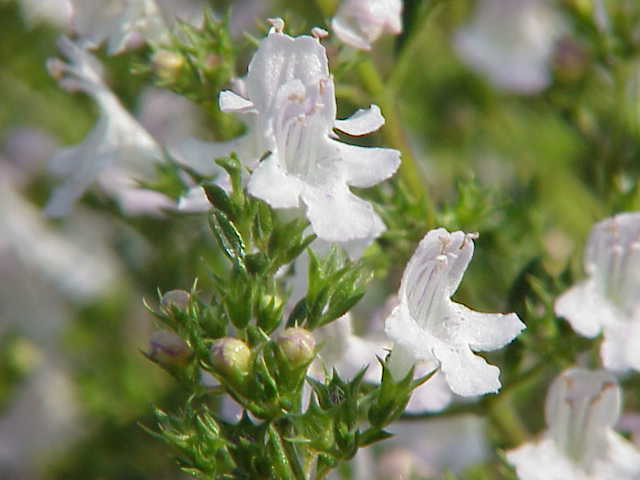
I fiori
Satureja montana

Queste piante normalmente arrivano a un'altezza di 30 – 50 cm. La forma biologica prevalente è camefita suffruticosa (Ch suffr), ossia sono piante perenni e legnose alla base, con gemme svernanti poste ad un'altezza dal suolo tra i 2 ed i 30 cm (le porzioni erbacee seccano annualmente e rimangono in vita soltanto le parti legnose). Sono presenti anche altre forme biologiche come camefita fruticosa (Ch frut) oppure terofita scaposa (T scap) (piante annuali). Le piante in genere si presentano con un odore aromatico.

### Radici
Le radici sono secondarie da rizoma.

### Fusto
La parte aerea del fusto è eretta e legnosa alla base (nelle specie perenni). Si presenta inoltre sub-tetragona, con una sezione quadrangolare a causa della presenza di fasci di collenchima posti nei quattro vertici. La pubescente è su tutte le parti del fusto (a volte per peli biancastri e solamente sulle facce opposte). 

### Foglie
Le foglie, sessili, lungo il fusto sono disposte in modo opposto (in genere a 2 a 2) e ogni coppia successiva è disposta ad angolo retto rispetto alla sottostante. Alle ascelle delle foglie a volte è presente un fascetto di foglie più piccole (foglie a disposizione fascicolata). La forma delle foglie è lineare-lanceolata, conduplicata in alcune specie. I margini sono interi (o scarsamente dentati) e setolosi (specialmente alla base), mentre la superficie è ricoperta da ghiandole. La consistenza delle foglie è normale (non sono né lucide né coriacee). Le stipole sono assenti.

### Infiorescenza
Le infiorescenze, simili come aspetto a racemi composti e terminali, sono formate da falsi verticillastri ravvicinati di pochi a tanti fiori all'ascelle delle foglie più o meno normali. Le foglie della parte inferiore dell'infiorescenza in genere sono un po' più lunghe. I fiori sono brevemente peduncolati o anche subsessili. Alla base del calice può essere presente da una a molte bratteoline (simili alle foglie) anche lunghe come il calice.

### Fiore
I fiori sono ermafroditi, zigomorfi, tetrameri (4-ciclici), ossia con quattro verticilli (calice – corolla – androceo – gineceo) e pentameri (5-meri: la corolla e il calice - il perianzio - sono a 5 parti).
- Formula fiorale. Per la famiglia di queste piante viene indicata la seguente formula fiorale:

X, K (5), [C (2+3), A 2+2] G (2), (supero), 4 nucule
- Calice: il calice del fiore è del tipo gamosepalo, più o meno attinomorfo, con forme campanulate e terminate con 5 denti subulati lunghi da come il tubo a più o meno metà tubo. Talvolta la forma del calice è subbilabiato con struttura 3/2: i lobi posteriori sono diritti o appena incurvati, quelli anteriori sono più lunghi. La superficie del calice, pubescente, è percorsa da una decina (fino a 13) di nervature longitudinali. Le fauci sono pelose per setole lunghe 0,5 – 1 mm.
- Corolla: la corolla, gamopetala, è a simmetria sublabiata (più o meno zigomorfa con struttura 2/3) terminante con 4 lobi patenti. Il tubo è cilindrico-campanulato diritto ed è ricoperto più o meno per metà dal calice. Il labbro superiore è retuso (bilobo) piano, intero è piegato all'insù; il labbro inferiore ha tre lobi (quello mediano in genere è più grande). I lobi sono appena smarginati e le fauci sono pelose. Il colore è bianco, porporino, rosa con punteggiature violette oppure lillacino più o meno sbiadito.
- Androceo: gli stami sono quattro (manca il mediano, il quinto) didinami con il paio anteriore più lungo; gli stami sono tutti fertili e sporgono spaziati dal tubo corollino. I filamenti sono glabri e più o meno paralleli o incurvati. Le antere, hanno forme ellissoidi, mentre le teche sono distinte e si presentano da divaricate a parallele e confluenti. La deiscenza in genere è longitudinale. I granuli pollinici sono del tipo tricolpato o esacolpato.
- Gineceo: l'ovario è supero formato da due carpelli saldati (ovario bicarpellare) ed è 4-loculare per la presenza di falsi setti divisori all'interno dei due carpelli. L'ovario è glabro. La placentazione è assile. Gli ovuli sono 4 (uno per ogni presunto loculo), hanno un tegumento e sono tenuinucellati (con la nocella, stadio primordiale dell'ovulo, ridotta a poche cellule).[13] Lo stilo (caduco) inserito alla base dell'ovario (stilo ginobasico) è del tipo filiforme e più lungo degli stami. Lo stigma è bifido con lobi subuguali. Il nettario è un disco più o meno simmetrico alla base dell'ovario ed è ricco di nettare.

### Frutti
Il frutto è uno schizocarpo composto da 4 nucule. La forma è ovoidale, trigona (con apice arrotondato) con superficie liscia. Il colore è bruno.

## Riproduzione
- Impollinazione: l'impollinazione avviene tramite insetti tipo ditteri e imenotteri, raramente lepidotteri (impollinazione entomogama).[8][14]
- Riproduzione: la fecondazione avviene fondamentalmente tramite l'impollinazione dei fiori (vedi sopra).
- Dispersione: i semi cadendo a terra (dopo essere stati trasportati per alcuni metri dal vento – disseminazione anemocora) sono successivamente dispersi soprattutto da insetti tipo formiche (disseminazione mirmecoria). I semi hanno un'appendice oleosa (elaisomi, sostanze ricche di grassi, proteine e zuccheri) che attrae le formiche durante i loro spostamenti alla ricerca di cibo.[15]

## Distribuzione e habitat
Le specie di questo genere (circa 40 - 50) sono originarie soprattutto del bacino del Mediterraneo (Penisola Iberica, Italia, Penisola Balcanica, Anatolia, Transcaucasia, Asia mediterranea e Magreb); alcune specie sono presenti anche in Asia. L'habitat preferito è quello temperato-caldo.
Delle sei specie presenti sul territorio italiano, due si trovano nell'arco alpino. La tabella seguente mette in evidenza alcuni dati relativi all'habitat, al substrato e alla distribuzione delle specie alpine.
| Specie | Comunità vegetali | Piani vegetazionali | Substrato | pH     | Livello trofico | H2O   | Ambiente | Zona alpina        |
| --- | ----------------- | ------------------- | --------- | ------ | --------------- | ----- | -------- | ------------------ |
| S. hortensis | 4                 | montano collinare   | Ca - Si   | neutro | alto            | medio | F1 F2    | CN e alpi centrali |
| S. montana subsp. montana | 9                 | montano collinare   | Ca        | basico | medio           | arido | F2 G3    | IM SV CN TO BS     |
| S. montana subsp. variegata | 9                 | montano collinare   | Ca        | basico | basso           | arido | F2       | alpi orientali     |
| Legenda e note alla tabella. Substrato con “Ca/Si” si intendono rocce di carattere intermedio (calcari silicei e simili); vengono prese in considerazione solo le zone alpine del territorio italiano (sono indicate le sigle delle province). Comunità vegetali: 4 = comunità pioniere a terofite e succulente; 9 = comunità a emicriptofite e camefite delle praterie rase magre secche. Ambienti: F1 = praterie rase xerofile mediterranee; F2 = praterie rase, prati e pascoli dal piano collinare al subalpino; G3 = macchie basse. |                   |                     |           |        |                 |       |          |                    |

## Tassonomia
La famiglia di appartenenza del genere (Lamiaceae), molto numerosa con circa 250 generi e quasi 7000 specie, ha il principale centro di differenziazione nel bacino del Mediterraneo e sono piante per lo più xerofile (in Brasile sono presenti anche specie arboree). Per la presenza di sostanze aromatiche, molte specie di questa famiglia sono usate in cucina come condimento, in profumeria, liquoreria e farmacia. La famiglia è suddivisa in 7 sottofamiglie: il genere Satureja è descritto nella tribù Mentheae (sottotribù Menthinae) appartenente alla sottofamiglia Nepetoideae.
L'inquadratura tassonomica di questo genere ha subito più di qualche revisione. Spesso le specie di questo genere sono state associate a quelle dei generi Calamintha e Micromeria, ma anche Clinopodium e Acinos (alcuni di questi nomi non sono più in uso). Inoltre in passato erano descritte nella tribù Saturejeae. Normalmente il genere viene suddiviso in due sezioni: (1) Satureja e (2) Salzmannia G. Lopez.
Il numero cromosomico delle specie di questo genere è: 2n = 30.

### Specie spontanee italiane
Per meglio comprendere ed individuare le varie specie del genere (solamente per le specie spontanee della flora italiana) l’elenco seguente utilizza in parte il sistema delle chiavi analitiche (vengono cioè indicate solamente quelle caratteristiche utili a distingue una specie dall'altra).
- Gruppo 1A: le foglie maggiori hanno la lamina a forma lineare-lanceolata e sono 3 - 8 volte più lunghe che larghe;

- Gruppo 2A: il ciclo biologico è perenne; il calice è più lungo del tubo corollino;

- Satureja hortensis L. - Santoreggia domestica: queste piante arrivano a un'altezza di 10 - 30 cm; il ciclo biologico è annuale; la forma biologica è terofita scaposa (T scap); il tipo corologico è Euri-Mediterraneo; l'habitat tipico sono gli incolti aridi e i muri; in Italia è una specie rara e si trova al Nord e al Centro (e nella Sicilia) fino ad un'altitudine di 1300 m s.l.m..

- Gruppo 2B: il ciclo biologico è perenne; il tubo corollino è più lungo del calice;

- Gruppo 3A: le foglie dell'infiorescenza sono più piccole dei fiori; la fauci del calice sono ricoperte da setole lunghe 0,5 - 1 mm;

- Satureja montana L. - Santoreggia montana: il fusto è pubescente su tutte le facce; la corolla è rosea ed è lunga 8 - 10 mm. Queste piante arrivano a un'altezza di 20 - 50 cm; il ciclo biologico è perenne; la forma biologica è camefita suffruticosa (Ch suffr); il tipo corologico è Orofita - Ovest Mediterraneo; l'habitat tipico sono i prati aridi steppici su calcare; in Italia è una specie rara e si trova al Centro e al Sud (isole escluse) fino ad un'altitudine di 1300 m s.l.m..
- Satureja subspicata Bartl. - Santoreggia liliacina: il fusto è glabro o pubescente solamente sulle facce opposte; la corolla è violetto-lillacina ed è lunga 12 - 14 mm. Queste piante arrivano a un'altezza di 10 - 40 cm; il ciclo biologico è perenne; la forma biologica è camefita suffruticosa (Ch suffr); il tipo corologico è Illyrico; l'habitat tipico sono i prati aridi submontani; in Italia è una specie rara e si trova solamente sul Carso Triestino fino ad un'altitudine compresa tra 300 e 600 m s.l.m..

- Gruppo 3B: le foglie dell'infiorescenza sono lunghe più o meno come i fiori; la fauci del calice sono ricoperte da brevi peli;

- Satureja cuneifolia Ten. - Santoreggia pugliese: queste piante arrivano a un'altezza di 20 - 40 cm; il ciclo biologico è perenne; la forma biologica è camefita fruticosa (Ch frut); il tipo corologico è Nord Mediterraneo; l'habitat tipico sono i pascoli aridi e le rupi; in Italia è una specie rara e si trova al Sud (isole escluse) fino ad un'altitudine di 600 m s.l.m..

- Gruppo 1B: le foglie maggiori hanno delle forme ovate, ellittiche o obovate;

- Satureja thymbra L. - Santoreggia sarda: queste piante arrivano a un'altezza di 15 - 30 cm; il ciclo biologico è perenne; la forma biologica è camefita fruticosa (Ch frut); il tipo corologico è Steno-Mediterraneo; l'habitat tipico sono le rupi calcaree tuface; in Italia è una specie rarissima e si trova solamente in Sardegna fino ad un'altitudine di 600 m s.l.m..

All'elenco va aggiunta la specie Satureja pilosa Velen..

### Elenco delle specie
Elenco completo delle specie di Satureja compresi gli ibridi riconosciuti:
- Satureja adamovicii Šilić, 1979
- Satureja aintabensis P.H.Davis, 1980
- Satureja amani P.H.Davis, 1980
- Satureja atropatana Bunge, 1873
- Satureja avromanica Maroofi, 2010
- Satureja bachtiarica Bunge, 1873
- Satureja boissieri Hausskn. ex Boiss., 1879
- Satureja bzybica Woronow, 1933
- Satureja cilicica P.H.Davis, 1980
- Satureja coerulea Janka, 1891
- Satureja cuneifolia Ten., 1811
- Satureja edmondii Briq., 1898
- Satureja fortii Pamp., 1928
- Satureja fukarekii Šilić, 1979
- Satureja hellenica Halácsy, 1899
- Satureja hintoniorum B.L. Turner, 1993
- Satureja hortensis L., 1753
- Satureja horvatii Šilić, 1975
- Satureja icarica P.H.Davis, 1980
- Satureja innota (Pau) Font Quer, 1920
- Satureja intermedia C.A.Mey., 1831
- Satureja intricata Lange, 1882
- Satureja isophylla Rech.f., 1979
- Satureja jalapensis Briq.
- Satureja kallarica Jamzad, 1992
- Satureja kermanshahensis Jamzad, 2010
- Satureja khuzistanica Jamzad, 1994
- Satureja kitaibelii Wierzb. ex Heuff., 1858
- Satureja laxiflora K.Koch, 1849
- Satureja linearifolia (Brullo & Furnari) Greuter, 1986
- Satureja macrantha C.A.Mey., 1846
- Satureja metastasiantha Rech.f., 1982
- Satureja montana L., 1753
- Satureja mutica Fisch. & C.A.Mey., 1836
- Satureja nabateorum Danin & Hedge, 1998
- Satureja pallaryi J.Thiébaut, 1938
- Satureja parnassica Heldr. & Sart. ex Boiss., 1879
- Satureja pilosa Velen., 1899
- Satureja rumelica Velen., 1891
- Satureja sahendica Bornm., 1910
- Satureja salzmannii (Kuntze) P.W.Ball, 1972
- Satureja spicigera (K.Koch) Boiss., 1879
- Satureja spinosa L., 1756
- Satureja subspicata Bartl. ex Vis., 1826
- Satureja taurica Velen., 1903
- Satureja thymbra L., 1753
- Satureja thymbrifolia Hedge & Feinbrun, 1969
- Satureja visianii Šilić, 1979
- Satureja wiedemanniana (Avé-Lall.) Velen., 1894

Ibridi
- Satureja × caroli-paui G.López, 1982
- Satureja × delpozoi Sánchez-Gómez, J.F.Jiménez & R.Morales, 2005
- Satureja × exspectata G.López, 1982
- Satureja × orjenii Šilić, 1975

## Usi (cucina)

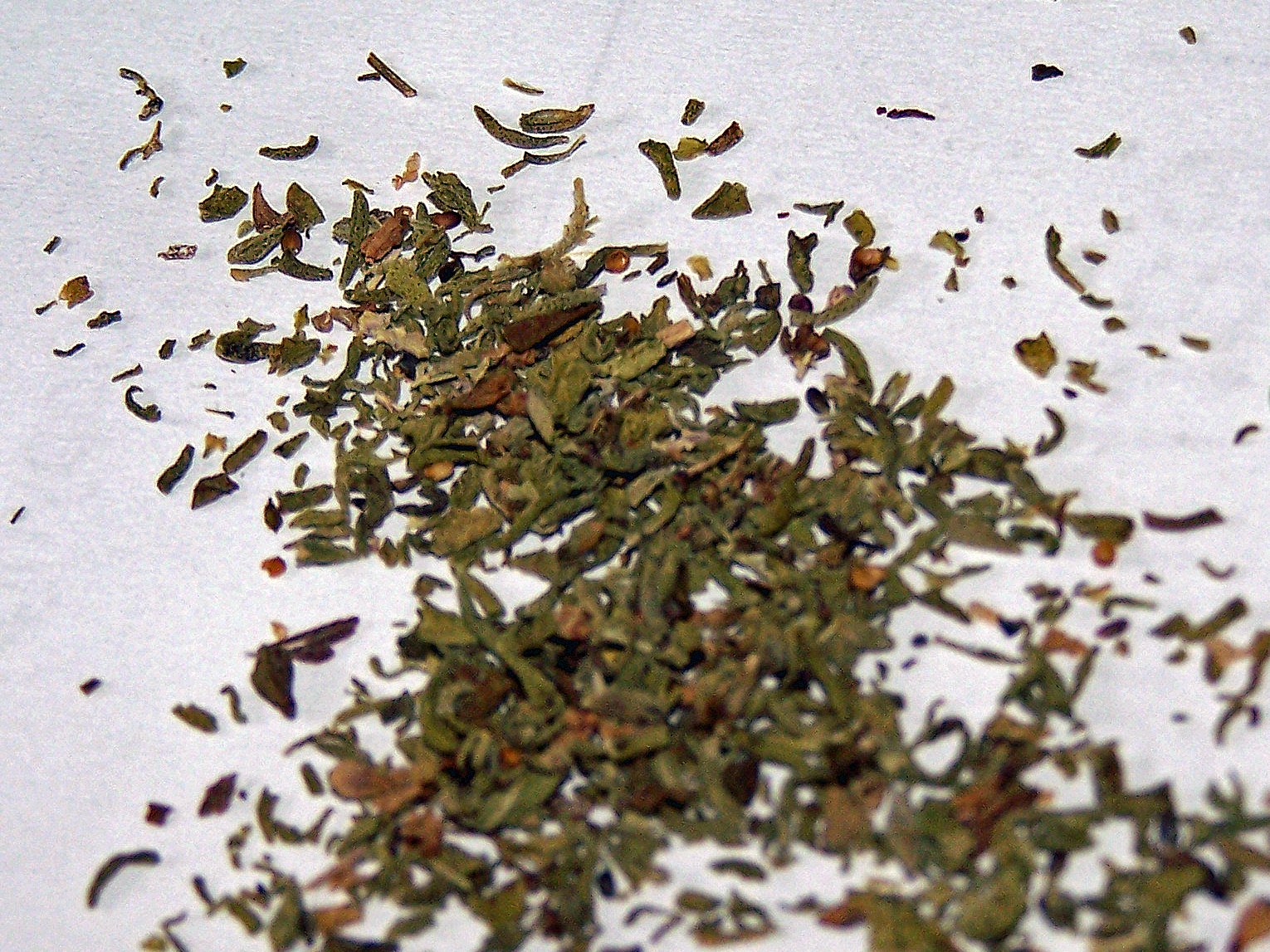
Foglie essiccate di santoreggia

La santoreggia (Satureja) è un'erba che appartiene alla stessa famiglia della menta, molto usata in cucina. Tra le specie più utilizzate si ricordano le specie Satureja spicigera, detta invernale, Satureja hortensis, detta estiva e Satureja montana. La pianta si utilizza per condire legumi e nella preparazione dei liquori.
La santoreggia è un'ottima pianta mellifera: ma raramente il suo miele è uniflorale perché quest'erba è poco diffusa sul territorio e le piante rimangono molto piccole.
La santoreggia si usa anche come erba medicinale ed erba officinale.

## Alcune specie

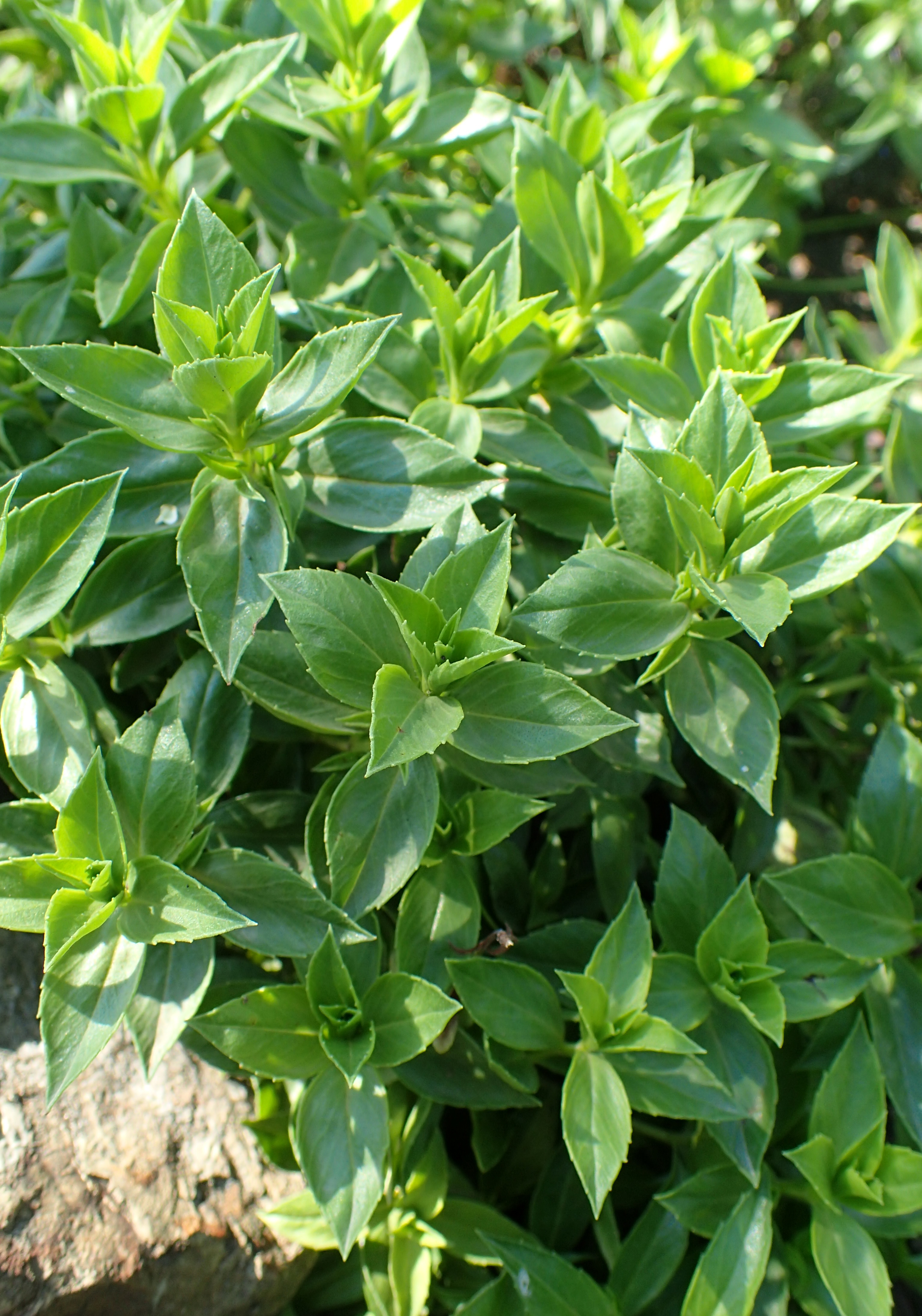
Satureja bzybica
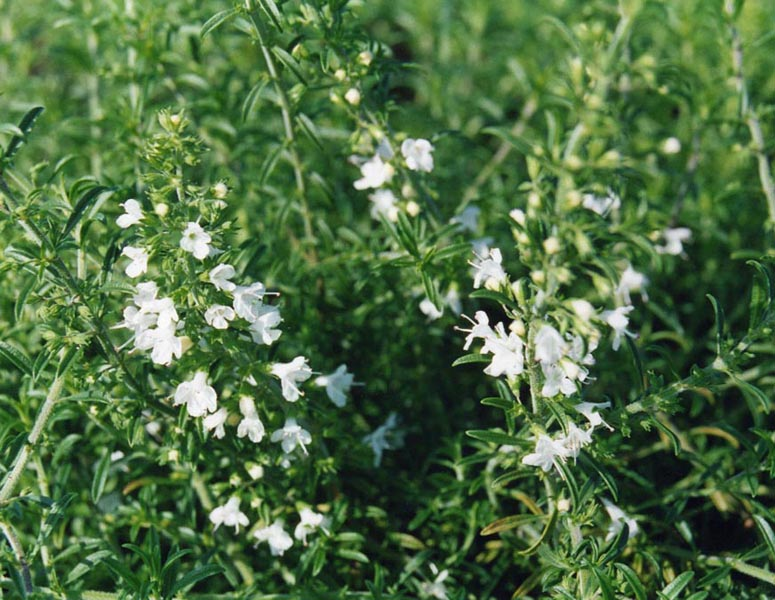
Satureja spicigera
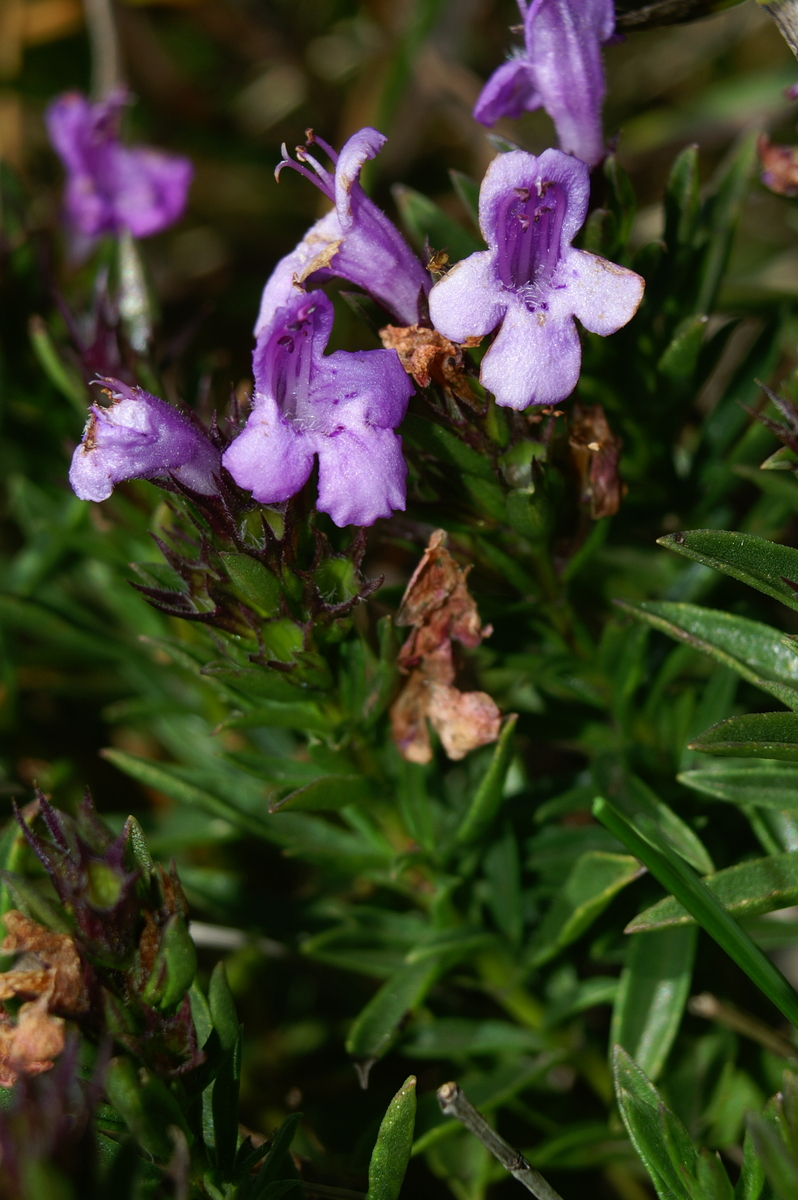
Satureja subspicata